# Tournon-d'Agenais
 Tournon-d'Agenais  là một xã thuộc tỉnh Lot-et-Garonne trong vùng Nouvelle-Aquitaine phía tây nam nước Pháp. Xã này nằm ở khu vực có độ cao từ 103-261 mét trên mực nước biển. Xã Tournon-d'Agenais có diện tích 21,26 km2, dân số năm 2006 là 801 người.